# Rang-du-Fliers
Pour les articles homonymes, voir Rang et Fliers (homonymie).
Rang-du-Fliers est une commune française située dans le département du Pas-de-Calais en région Hauts-de-France. Ses habitants sont appelés les Rangeois. La commune est membre de la communauté d'agglomération des Deux Baies en Montreuillois. Sur le territoire communal se trouve le parc d'attractions Bagatelle.
La commune de Rang-du-Fliers (nom officiel depuis 1801), commune arrière littorale proche de la plage de Berck et drainée par la Grande Tringue, est située dans le sud-ouest du département du Pas-de-Calais à 10 km, à vol d'oiseau, au sud-ouest de la commune de Montreuil-sur-Mer. C’est une commune de type ceinture urbaine selon l'Insee, appartenant à l’unité urbaine de Berck, avec une population de 4 339 habitants au dernier recensement de 2022.
Le territoire communal offre de beaux espaces de milieux naturels et de biodiversité et est, pour partie, sur trois ZNIEFF, comme les dunes de Merlimont et le marais de Balançon, et un site Natura 2000.
En 2023, le film Un homme heureux de Tristan Séguéla, avec Fabrice Luchini et Catherine Frot, est, en partie réalisé dans la commune.

## Géographie

### Localisation
Rang-du-Fliers est située au sud-ouest du Pas-de-Calais, à proximité de la limite entre la Picardie et le Nord-Pas-de-Calais. La commune se situe, à vol d'oiseau, à 3 km de Berck (aire d'attraction), dont elle est limitrophe, et à 10 km de Montreuil-sur-Mer (chef-lieu d'arrondissement). Il s'agit d'une commune arrière-littorale située à seulement 5 km de la Manche. Elle fait partie de la région naturelle du Marquenterre.
Le territoire de la commune est limitrophe de ceux de six communes.
Les communes limitrophes sont Airon-Notre-Dame, Airon-Saint-Vaast, Berck, Merlimont, Verton et Wailly-Beaucamp.

### Hydrographie

#### Réseau hydrographique
La commune est située dans le bassin Artois-Picardie.
Le territoire communal est drainé par six cours d'eau :
- la Grande Tringue, affluent de la Canche, d'une longueur de 12,77 km, qui prend sa source dans la commune d'Airon-Saint-Vaast[3] ;

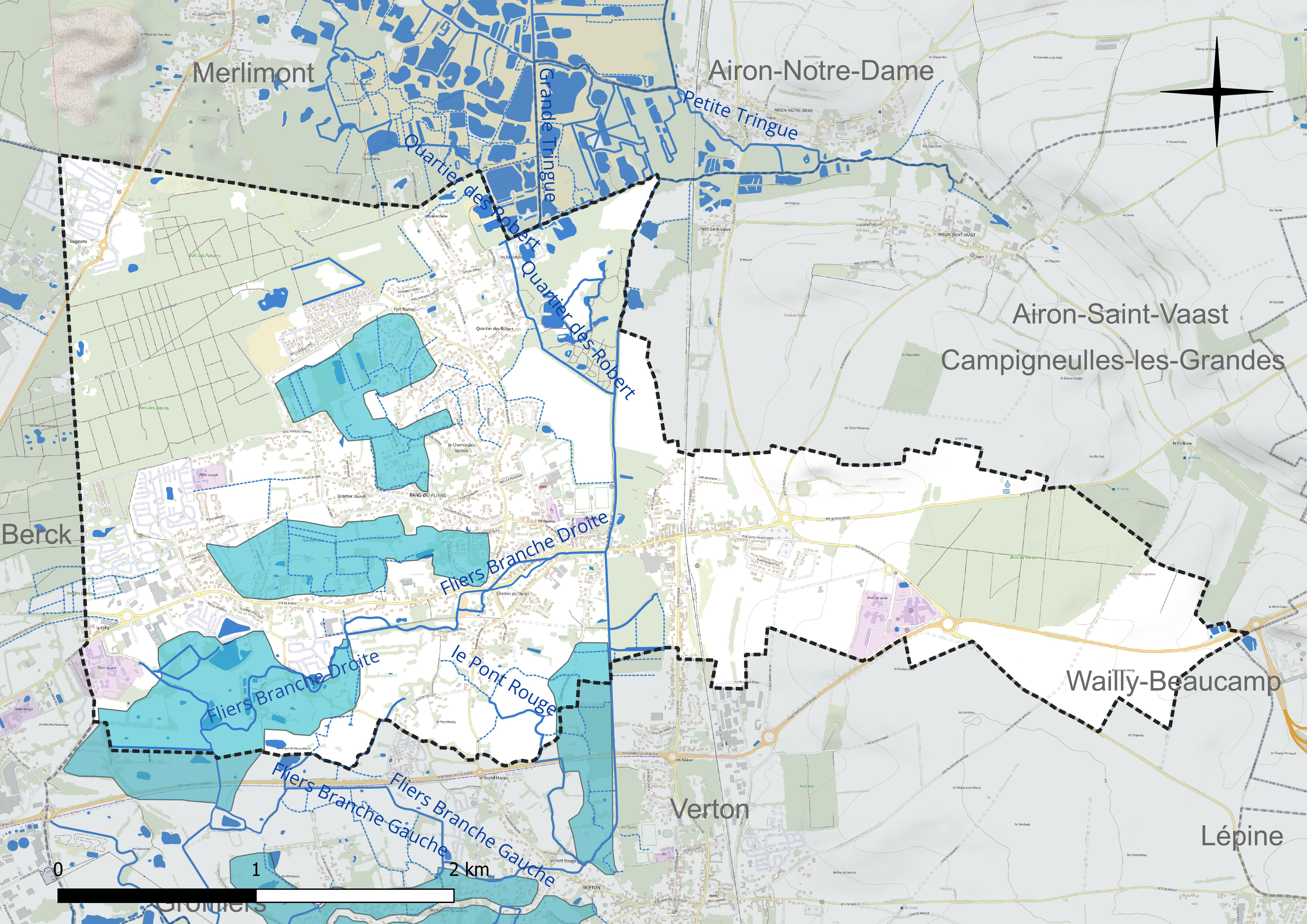
Réseau hydrographique de Rang-du-Fliers.

- le Fliers, appelé aussi Fliers Branche Droite, d'une longueur de 9,91 km, qui prend sa source dans la commune d'Airon-Saint-Vaast et se jette dans l'Authie au niveau de la commune de Waben[4] ;
- le Fliers Branche Gauche, d'une longueur de 4,12 km qui prend sa source dans la commune et se jette dans le Fliers Branche Droite au niveau de la commune de Verton[5] ;
- le Pont Rouge, d'une longueur de 1,63 km qui prend sa source dans la commune et se jette dans le Fliers Branche Gauche au niveau de la commune de Verton[6] ;
- un cours d'eau au toponyme hydrographique inconnu, d'une longueur de 1,3 km qui prend sa source dans la commune et y termine sa course[7] ;
- la rivière la petite arche, d'une longueur de 0,54 km qui prend sa source dans la commune et y termine sa course[8].

#### Gestion et qualité des eaux
C'est sur le territoire de la commune qu'est installée la nouvelle usine de traitement d'eau, inaugurée le 28 mai 2025, et qui traite l'eau captée dans un champ, d'une superficie de 2 500 ha, situé à Airon-Saint-Vaast. Cette usine, qui traite journellement 10 800 m3, dessert les communes d'Airon-Notre-Dame, Airon-Saint-Vaast, Berck, Rang-du-Fliers et Verton.

### Climat
Pour des articles plus généraux, voir Climat des Hauts-de-France et Climat du Nord-Pas-de-Calais.
En 2010, le climat de la commune est de type climat océanique franc, selon une étude du CNRS s'appuyant sur une série de données couvrant la période 1971-2000. En 2020, Météo-France publie une typologie des climats de la France métropolitaine dans laquelle la commune est exposée à un climat océanique et est dans la région climatique Côtes de la Manche orientale, caractérisée par un faible ensoleillement (1 550 h/an) ; forte humidité de l’air (plus de 20 h/jour avec humidité relative > 80 % en hiver), vents forts fréquents.
Pour la période 1971-2000, la température annuelle moyenne est de 10,4 °C, avec une amplitude thermique annuelle de 12,6 °C. Le cumul annuel moyen de précipitations est de 820 mm, avec 12,2 jours de précipitations en janvier et 8,2 jours en juillet. Pour la période 1991-2020, la température moyenne annuelle observée sur la station météorologique la plus proche, située sur la commune du Touquet-Paris-Plage à 12 km à vol d'oiseau, est de 11,2 °C et le cumul annuel moyen de précipitations est de 888,8 mm,. Pour l'avenir, les paramètres climatiques de la commune estimés pour 2050 selon différents scénarios d'émission de gaz à effet de serre sont consultables sur un site dédié publié par Météo-France en novembre 2022.

### Paysages
Pour un article plus général, voir Paysage en France.
La commune est située à la jonction de deux paysages tel que défini dans l’atlas des paysages de la région Nord-Pas-de-Calais, conçu par la direction régionale de l'Environnement, de l'Aménagement et du Logement (DREAL), :
- le « paysage du val d’Authie », qui concerne 83 communes, se délimite : au sud, dans le département de la  Somme par le « paysage de l’Authie et du Ponthieu, dépendant de l’atlas des paysages de la Picardie et au nord et à l’est par les paysages du Montreuillois, du Ternois et les paysages des plateaux cambrésiens et artésiens. Le caractère frontalier de la vallée de l’Authie, aujourd’hui entre le Pas-de-Calais et la Somme, remonte au Moyen Âge où elle séparait le royaume de France du royaume d’Espagne, au nord.

Son coteau Nord est net et escarpé alors que le coteau Sud offre des pentes plus douces. À l’Ouest, le fleuve s’ouvre sur la baie d'Authie, typique de l’estuaire picard, et se jette dans la Manche. Avec son vaste estuaire et les paysages des bas-champs, la baie d’Authie contraste avec les paysages plus verdoyants en amont.
L’Authie, entaille profonde du plateau artésien, a créé des entités écopaysagères prononcées avec un plateau calcaire dont l’altitude varie de 100  à   163 m qui s’étend de chaque côté du fleuve. L’altitude du plateau décline depuis le pays de Doullens, à l'est (point culminant à 163 m), vers les bas-champs picards, à l'ouest (moins de 40 m). Le fond de la vallée de l’Authie, quant à lui, est recouvert d’alluvions et de tourbes. L’Authie est un fleuve côtier classé comme cours d'eau de première catégorie où le peuplement piscicole dominant est constitué de salmonidés. L’occupation des sols des paysages de la Vallée de l’Authie est composée pour 70 % en culture ;
- le « paysage des dunes et estuaires d’Opale », qui concerne 23 communes, s’étend le long de la côte sur environ 30 kilomètres, de la baie d’Authie à Équihen-Plage, et sur deux à quatre kilomètres de large. Les paysages des dunes et des estuaires cèdent la place aux abrupts des falaises, au niveau d’Equihen-Plage. Les dunes littorales se sont constituées récemment, depuis le Moyen Âge, et ont envahi le relief intérieur en constituant des dunes plaquées sur les falaises fossiles, spécificité locale. Les résurgences de sources au pied de ces falaises proviennent de la nappe de la craie et sont à l’origine de nombreux ruisseaux et zones humides dans les Bas-Champs, surtout visibles entre Étaples et Rang-du-Fliers.

Ce paysage des dunes et estuaires d’Opale est constitué : d’un peu plus de 40 % de dunes et de plages, dont 28 % d’espaces dunaires, dont certains sont boisés comme à Hardelot-Plage et au Touquet-Paris-Plage ; de 22 et 25 % au niveau de la baie d’Authie et des Bas Champs, Bas Champs majoritairement en prairies ; de 20 % par les communes et d’un peu plus de 5 % par les cours d’eau et les marais arrière-littoraux, entre Merlimont et Rang-du-Fliers, comme le marais de Balançon défini réseau Natura 2000.

### Milieux naturels et biodiversité

#### Zones naturelles d'intérêt écologique, faunistique et floristique
L’inventaire des zones naturelles d'intérêt écologique, faunistique et floristique (ZNIEFF) a pour objectif de réaliser une couverture des zones les plus intéressantes sur le plan écologique, essentiellement dans la perspective d’améliorer la connaissance du patrimoine naturel national et de fournir aux différents décideurs un outil d’aide à la prise en compte de l’environnement dans l’aménagement du territoire.
Le territoire communal comprend trois ZNIEFF de type 1 :
- les dunes de Merlimont. Ce vaste système dunaire est associé, vers l’Est, à un complexe de tourbières basses alcalines encore actives (ZNIEFF des marais de Balançon et de Cucq-Villiers) constituant un site unique à l’échelle des plaines du nord-ouest de l’Europe[18] ;
- les bocages et prairies humides de Verton. Complexe bocager humide tout à fait original associant prairies mésotrophiles à eutrophiles de différents niveaux topographiques avec des mares et des chenaux de drainage[19] ;
- le marais de Balançon, d’une superficie de 784 ha et d'une altitude variant de 0  à   20 mètres. Ce site appartient à un ensemble des tourbières arrière-littorales s’étendant sur de vastes surfaces de part et d’autre de l’Authie[20].

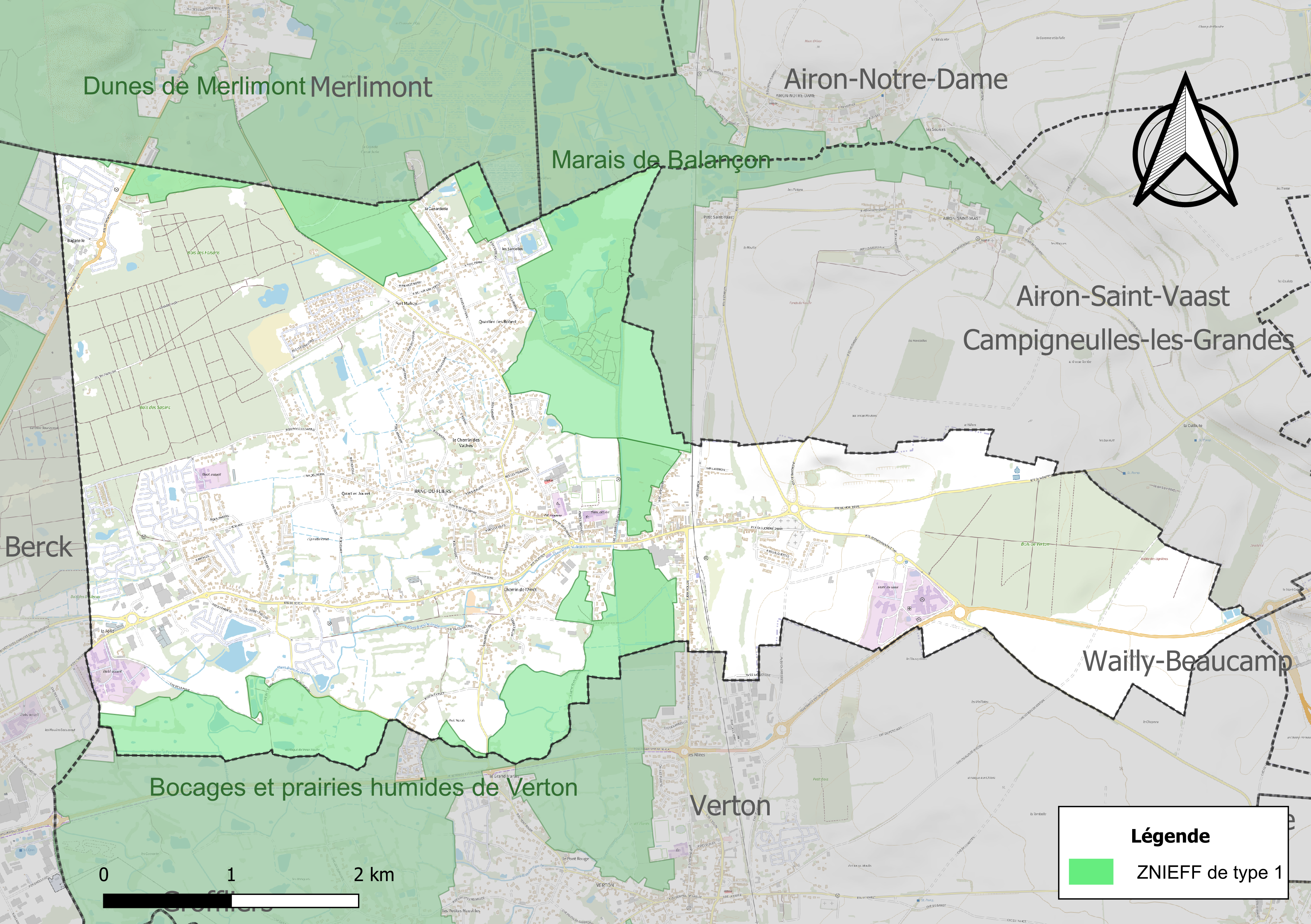
Carte des ZNIEFF sur la commune.

#### Site Natura 2000
Le réseau Natura 2000 est un réseau écologique européen de sites naturels d’intérêt écologique élaboré à partir des Directives « Habitats » et « Oiseaux ». Ce réseau est constitué de Zones spéciales de sonservation (ZSC) et de Zones de protection spéciale (ZPS). Dans les zones de ce réseau, les États Membres s'engagent à maintenir dans un état de conservation favorable les types d'habitats et d'espèces concernés, par le biais de mesures réglementaires, administratives ou contractuelles.
Sur la commune, un site Natura 2000 de type A est défini en zone de protection spéciale (ZPS) : le marais de Balançon.

#### Espèces faunistiques et floristiques
L’Inventaire national du patrimoine naturel (INPN) recense plusieurs espèces faunistiques et floristiques sur le territoire de la commune dont certaines sont protégées et d’autres menacées et quasi-menacées.

## Urbanisme

### Typologie
Au 1er janvier 2024, Rang-du-Fliers est catégorisée ceinture urbaine, selon la nouvelle grille communale de densité à sept niveaux définie par l'Insee en 2022.
Elle appartient à l'unité urbaine de Berck, une agglomération intra-départementale regroupant sept  communes, dont elle est une commune de la banlieue,,. Par ailleurs la commune fait partie de l'aire d'attraction de Berck, dont elle est une commune de la couronne,. Cette aire, qui regroupe 19 communes, est catégorisée dans les aires de moins de 50 000 habitants,.

### Occupation des sols
L'occupation des sols de la commune, telle qu'elle ressort de la base de données européenne d’occupation biophysique des sols Corine Land Cover (CLC), est marquée par l'importance des territoires agricoles (43,9 % en 2018), une proportion sensiblement équivalente à celle de 1990 (43,3 %). La répartition détaillée en 2018 est la suivante : 
zones urbanisées (32,6 %), prairies (21,4 %), terres arables (20,8 %), forêts (19,5 %), zones humides intérieures (4 %), zones agricoles hétérogènes (1,7 %). L'évolution de l’occupation des sols de la commune et de ses infrastructures peut être observée sur les différentes représentations cartographiques du territoire : la carte de Cassini (XVIIIe siècle), la carte d'état-major (1820-1866) et les cartes ou photos aériennes de l'IGN pour la période actuelle (1950 à aujourd'hui).

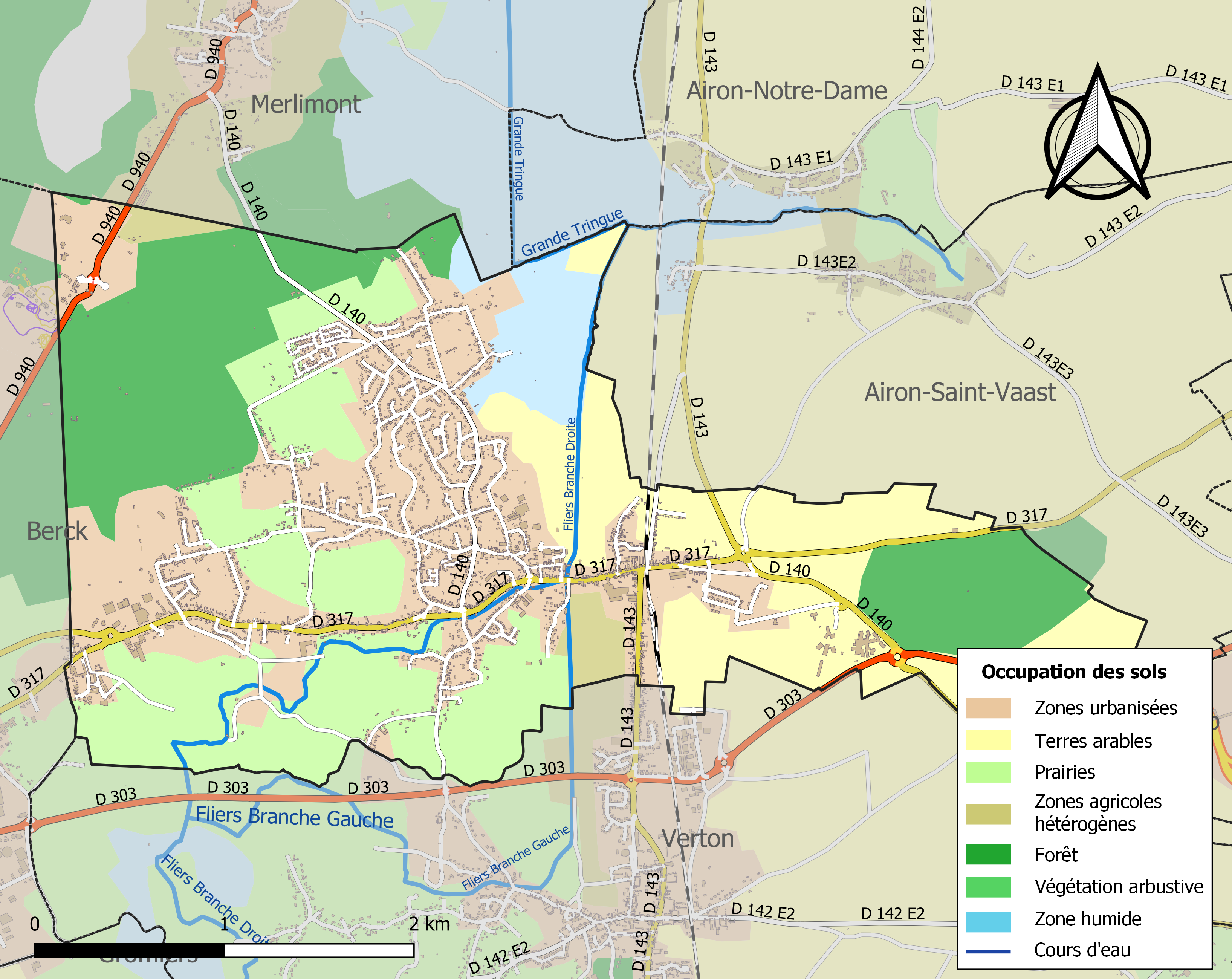
Carte des infrastructures et de l'occupation des sols de la commune en 2018 (CLC).

### Voies de communication et transports

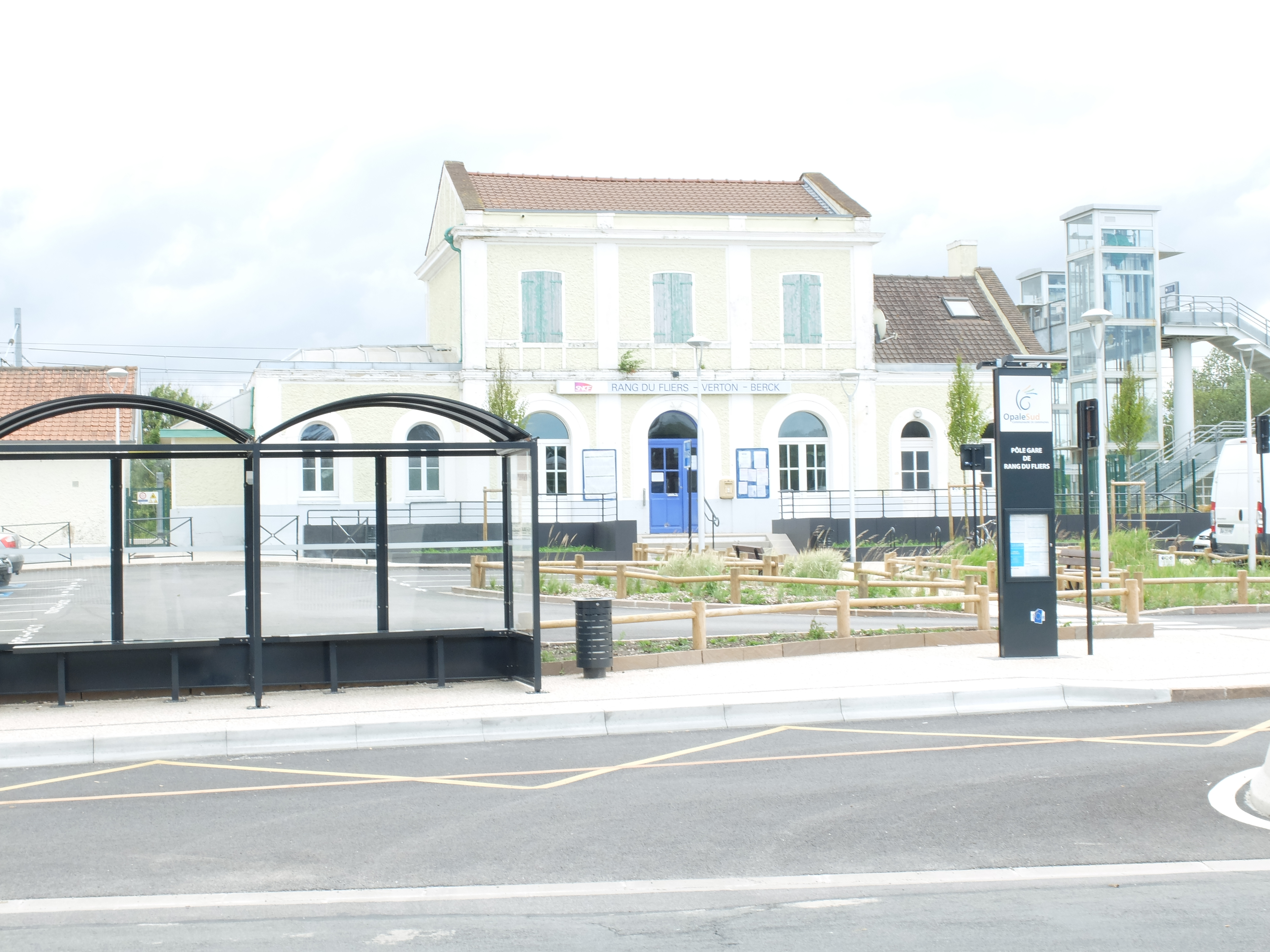
La gare SNCF.

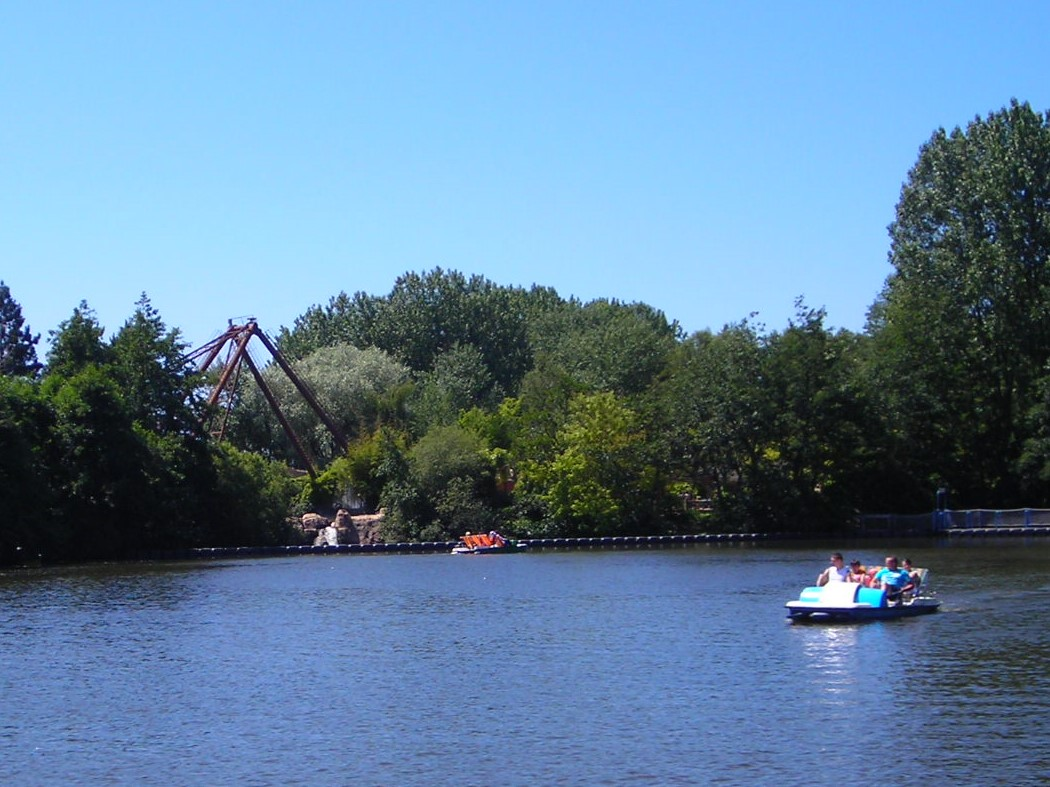
Le parc Bagatelle.

#### Voies de communication
La sortie no 25 de l'autoroute A16 (Paris/Roissy - Calais - Dunkerque) dessert Rang-du-Fliers.

#### Transport ferroviaire
La gare de Rang-du-Fliers - Verton, située sur l'axe Paris – Amiens – Boulogne – Calais, est desservie par des trains des réseaux TGV (et TERGV) et TER. La ligne n'est pas électrifiée depuis cette gare jusqu'à Amiens.
La commune disposait d'une gare sur l'ancienne ligne de chemin de fer Aire-sur-la-Lys - Berck-Plage inaugurée en 1893 et fermée en 1955.

#### Transport aérien
L'aérodrome de Berck-sur-Mer permet l'atterrissage des avions de tourisme, tandis que l'aéroport Le Touquet-Élisabeth II (situé à environ 15 km) accueille des liaisons régulières de et vers l'Angleterre, ainsi que des vols spéciaux d'agence vers diverses destinations de vacances.

#### Transports en commun
La commune est desservie par les lignes 1A, 1B et 2 du réseau de transport de la communauté d'agglomération des Deux Baies en Montreuillois (CA2BM).

## Toponymie
Le nom de la localité est attesté sous les formes Le Rencq-du-Faez (1479), Le Rencq-du-Fliez (1512), Le Rencq-du-Fliez, Le Rencq-du-Fliez, en 1789, est un hameau de Verton, elle est érigée en commune en 1870 avec le nom attesté Rang-du-Fliers.
« Rang » vient de Rin signifiant canal ou « Tringue », tranchée d'assèchement consolidée par des branchages (on retrouve ce terme dans la Grande Tringue au nord de la commune).
« Fliers » vient du flamand Vliet qui signifie « Petite Rivière ». D'où le toponyme « Rein-Vliet » (Rang-du-Fliers) qui a quelque peu évolué dans le temps. Ainsi on trouve Reng-du-Fliez, dans un aveu de Beaurain (château) daté de 1633, « Lerang Deflier » sur une carte de 1790 et « Le Rang d'Effliers » sur carte d'état-major de 1830.

## Histoire
Manœuvriers, tisserands, badestamiers et quelques rares métayers occupaient les maisonnettes éparses bâties en torchis en bordure des nombreux fossés d'assèchement.
Une route unique reliant Berck à Montreuil, à l'origine un simple chemin de trois toises de large, avec un fond de gravier, traversait le hameau. Très longtemps, il fut emprunté par les mareyeurs berckois qui emmenaient les ballons chargés de poisson frais vers Amiens et Paris.
Le destin de Rang-du-Fliers bascula au milieu du XIXe siècle, lorsque fut entreprise la construction de la ligne de chemin de fer Paris-Calais. En 1848, les édiles de Verton refusèrent l'implantation d'une gare dans le bourg pour de supposées nuisances et décidèrent de son édification au hameau de Rang-du-Fliers.
Cette gare prit rapidement de l'importance, d'autant qu'une sucrerie construite à proximité vers 1858 connut elle aussi une prospérité sans cesse grandissante, employant jusqu'à 800 personnes avant 1914 au moment des campagnes betteravières.
Aussi, dès 1867, le hameau de Rang-du-Fliers avait tout pour faire une commune : une église (en 1864), un curé, un cimetière, une gare, une école, et une usine qui amenait de plus en plus d'ouvriers à s'y installer.
L'idée de séparatisme avait fait son chemin, entretenue par le manque d'intérêt manifesté par la commune mère de Verton. Après deux pétitions et bien des débats houleux, Rang-du-Fliers était érigée en commune distincte par décret impérial en date du 17 juillet 1870.
Durant la Seconde Guerre mondiale, « le 22 juillet 1944, périrent dix civils originaires de Rang-du-Fliers et Verton dans l’explosion d’une bombe V1 ». Le V1, destiné à frapper l'Angleterre, s'est écrasé sur une maison de la rue de la sucrerie-Garry où dix personnes veillaient leur défunt. En 2024, pour les 80 ans de la libération, la municipalité leur rend hommage en inaugurant le square Garry, orné de onze poutres, représentant les victimes et le défunt, et en apposant un panneau explicatif.

## Politique et administration

### Découpage territorial
La commune se trouve dans l'arrondissement de Montreuil du département du Pas-de-Calais.

#### Commune et intercommunalités
La commune est membre de la communauté d'agglomération des Deux Baies en Montreuillois, qui regroupe 46 communes et totalise 65 760 habitants en 2021.

#### Circonscriptions administratives
La commune est rattachée au canton de Berck.

#### Circonscriptions électorales
Pour l'élection des députés, la commune fait partie de la quatrième circonscription du Pas-de-Calais.

### Élections municipales et communautaires

#### Liste des maires
| Période                                  | Période                   | Identité         | Étiquette | Qualité                                        |
| ---------------------------------------- | ------------------------- | ---------------- | --------- | ---------------------------------------------- |
| Les données manquantes sont à compléter. |                           |                  |           |                                                |
| ?                                        | 1948 (décès)              | Galland          |           |                                                |
| juillet 1948                             | mars 1965                 | Jules Chochoy    | Soc. ind. | Retraité SNCF                                  |
| Les données manquantes sont à compléter. |                           |                  |           |                                                |
| mars 1971                                | mars 1989                 | Marius Broussier | PCF       | Magasinier                                     |
| mars 1989                                | mars 2014                 | José Collette    | DVG       | Receveur des postes retraité                   |
| mars 2014                                | En cours (au 24 mai 2020) | Claude Coin      | DVG       | Cadre bancaire, Réélu pour le mandat 2020-2026 |

### Jumelages
La commune est jumelée avec :
| Ville | Ville  | Pays | Pays        | Période     |
| ----- | ------ | ---- | ----------- | ----------- |
|       | Ditton |      | Royaume-Uni | depuis 1993 |

## Équipements et services publics

### Espaces publics
La commune est labellisée « 1 fleur » au concours des villes et villages fleuris.

### Enseignement
La commune de Rang-du-Fliers est située dans l'académie de Lille.
La commune administre un ensemble scolaire public de deux écoles primaires, respectivement nommées Jacques Prévert et Marie Curie et d'une école maternelle se nommant Les petits lutins. Dans la commune, se trouve également un lycée agricole institut d'éducation motrice privé (IEMP).

## Population et société

### Démographie
Les habitants sont appelés les Rangeois.

#### Évolution démographique
La commune de Rang-du-Fliers a été créée à partir d'une section de la commune de Verton en 1870.
L'évolution du nombre d'habitants est connue à travers les recensements de la population effectués dans la commune depuis 1872. Pour les communes de moins de 10 000 habitants, une enquête de recensement portant sur toute la population est réalisée tous les cinq ans, les populations de référence des années intermédiaires étant quant à elles estimées par interpolation ou extrapolation. Pour la commune, le premier recensement exhaustif entrant dans le cadre du nouveau dispositif a été réalisé en 2008.

En 2022, la commune comptait 4 339 habitants, en évolution de +5,37 % par rapport à 2016 (Pas-de-Calais : −0,72 %, France hors Mayotte : +2,11 %).
| 1872 | 1876 | 1881 | 1886 | 1891 | 1896  | 1901  | 1906  | 1911  |
| ---- | ---- | ---- | ---- | ---- | ----- | ----- | ----- | ----- |
| 811  | 822  | 818  | 880  | 920  | 1 021 | 1 027 | 1 009 | 1 034 |

| 1921  | 1926  | 1931  | 1936  | 1946  | 1954  | 1962  | 1968  | 1975  |
| ----- | ----- | ----- | ----- | ----- | ----- | ----- | ----- | ----- |
| 1 141 | 1 271 | 1 376 | 1 492 | 1 355 | 1 714 | 1 966 | 2 224 | 2 789 |

| 1982  | 1990  | 1999  | 2006  | 2008  | 2013  | 2018  | 2022  | - |
| ----- | ----- | ----- | ----- | ----- | ----- | ----- | ----- | - |
| 3 297 | 3 579 | 3 612 | 3 983 | 4 062 | 4 168 | 4 224 | 4 339 | - |

#### Pyramide des âges
En 2018, le taux de personnes d'un âge inférieur à 30 ans s'élève à 31,0 %, soit en dessous de la moyenne départementale (36,7 %). À l'inverse, le taux de personnes d'âge supérieur à 60 ans est de 31,0 % la même année, alors qu'il est de 24,9 % au niveau départemental.
En 2018, la commune comptait 2 039 hommes pour 2 185 femmes, soit un taux de 51,73 % de femmes, légèrement supérieur au taux départemental (51,50 %).
Les pyramides des âges de la commune et du département s'établissent comme suit.
| Hommes | Classe d’âge | Femmes |
| ------ | ------------ | ------ |
| 0,6    | 90 ou +      | 1,4    |
| 6,3    | 75-89 ans    | 9,3    |
| 21,6   | 60-74 ans    | 22,6   |
| 21,7   | 45-59 ans    | 19,8   |
| 17,1   | 30-44 ans    | 17,4   |
| 14,2   | 15-29 ans    | 13,3   |
| 18,5   | 0-14 ans     | 16,2   |

| Hommes | Classe d’âge | Femmes |
| ------ | ------------ | ------ |
| 0,5    | 90 ou +      | 1,6    |
| 5,6    | 75-89 ans    | 8,9    |
| 16,7   | 60-74 ans    | 18,1   |
| 20,2   | 45-59 ans    | 19,2   |
| 18,9   | 30-44 ans    | 18,1   |
| 18,2   | 15-29 ans    | 16,2   |
| 19,9   | 0-14 ans     | 17,9   |

### Manifestations culturelles et festivités
- Les « Théatrales », premier festival de théâtre qui se déroule le 9 juin à la médiathèque et les 10 et 11 juin à la salle du Fliers, organisé par la troupe amateur de « l’Atelier Théâtre du Fliers » qui fête ses quarante ans[42].

### Sports et loisirs

#### Pistes cyclables
La piste cyclable « La Vélomaritime », partie côtière française de la « Véloroute de l’Europe - EuroVelo 4 », qui relie Roscoff en France à Kiev en Ukraine sur 5 100 km, traverse la commune, en venant de Berck pour desservir Merlimont,.

## Économie

### Entreprises et commerces

#### Activités hors agriculture
281 établissements marchands non agricoles sont économiquement actifs en 2021 à Rang-du-Fliers,,.
| Secteur d'activité                                                                                        | Commune | Commune | Département |
| Secteur d'activité                                                                                        | Nombre  | %       | %           |
| --- | ------- | ------- | ----------- |
| Ensemble                                                                                                  | 281     | 100 %   | (100 %)     |
| Industrie manufacturière, industries extractives et autres                                                | 11      | 3,9 %   | (6,6 %)     |
| Construction                                                                                              | 32      | 11,4 %  | (10,5 %)    |
| Commerce de gros et de détail, transports, hébergement et restauration                                    | 80      | 28,5 %  | (30,5 %)    |
| Information et communication                                                                              | 2       | 0,7 %   | (1,8 %)     |
| Activités financières et d'assurance                                                                      | 18      | 6,4 %   | (4,8 %)     |
| Activités immobilières                                                                                    | 19      | 6,8 %   | (5,0 %)     |
| Activités spécialisées, scientifiques et techniques et activités de services administratifs et de soutien | 28      | 10,0 %  | (13,8 %)    |
| Administration publique, enseignement, santé humaine et action sociale                                    | 71      | 25,3 %  | (16,8 %)    |
| Autres activités de services                                                                              | 20      | 7,1 %   | (10,0 %)    |

#### Agriculture
La commune est dans les « Bas-Champs Picards », une petite région agricole dans le département du Pas-de-Calais. En 2020, l'orientation technico-économique de l'agriculture  sur la commune est la polyculture et/ou le polyélevage. 
|               | 1988 | 2000 | 2010 | 2020 |
| ------------- | ---- | ---- | ---- | ---- |
| Exploitations | 15   | 12   | 5    | 3    |
| SAU (ha)      | 442  | 432  | 366  | 289  |

Le nombre d'exploitations agricoles en activité et ayant leur siège dans la commune est passé de 15 lors du recensement agricole de 1988  à 12 en 2000 puis à 5 en 2010 et enfin à 3 en 2020, soit une baisse de 80 %. La surface agricole utilisée sur la commune a également diminué, passant de 442 ha en 1988 à 289 ha en 2020. Parallèlement la surface agricole utilisée moyenne par exploitation a augmenté, passant de 65 à 96 ha,.

## Culture locale et patrimoine

### Lieux et monuments
- La gare de Rang-du-Fliers - Verton.
- Le parc d'attractions Bagatelle.
- L'hôtel de plein air Saint-Hubert.
- L'église Saint-Eugène.
- Le monument aux morts, surmonté d’un Poilu, statue appelée Poilu, écrasant l'aigle allemand et baïonnette au canon’’, du sculpteur Charles-Henri Pourquet[48].
- Le square Garry, en hommage aux dix victimes civiles du 22 juillet 1944 tuées par la chute d'un V1[28].

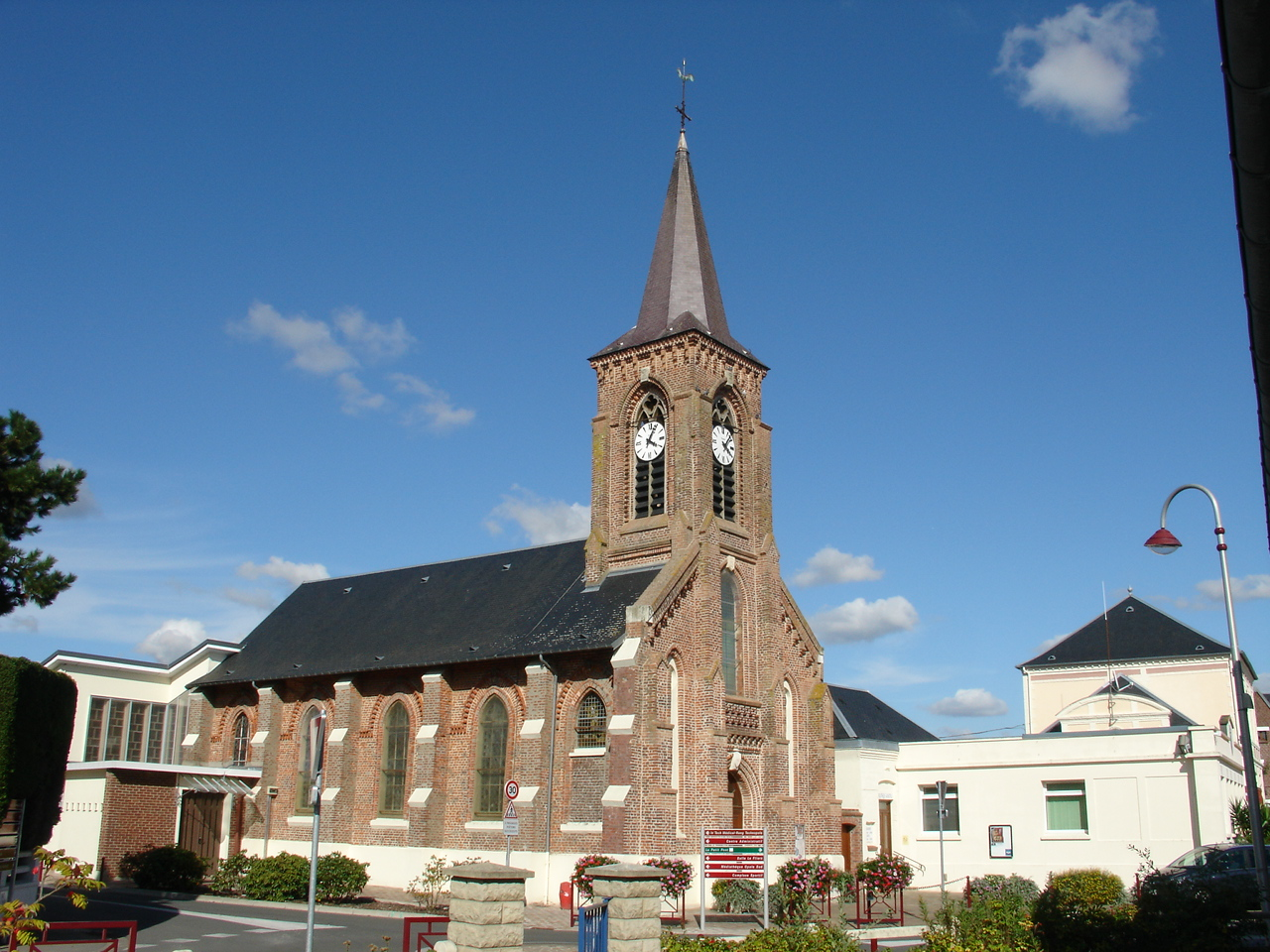
L'église.
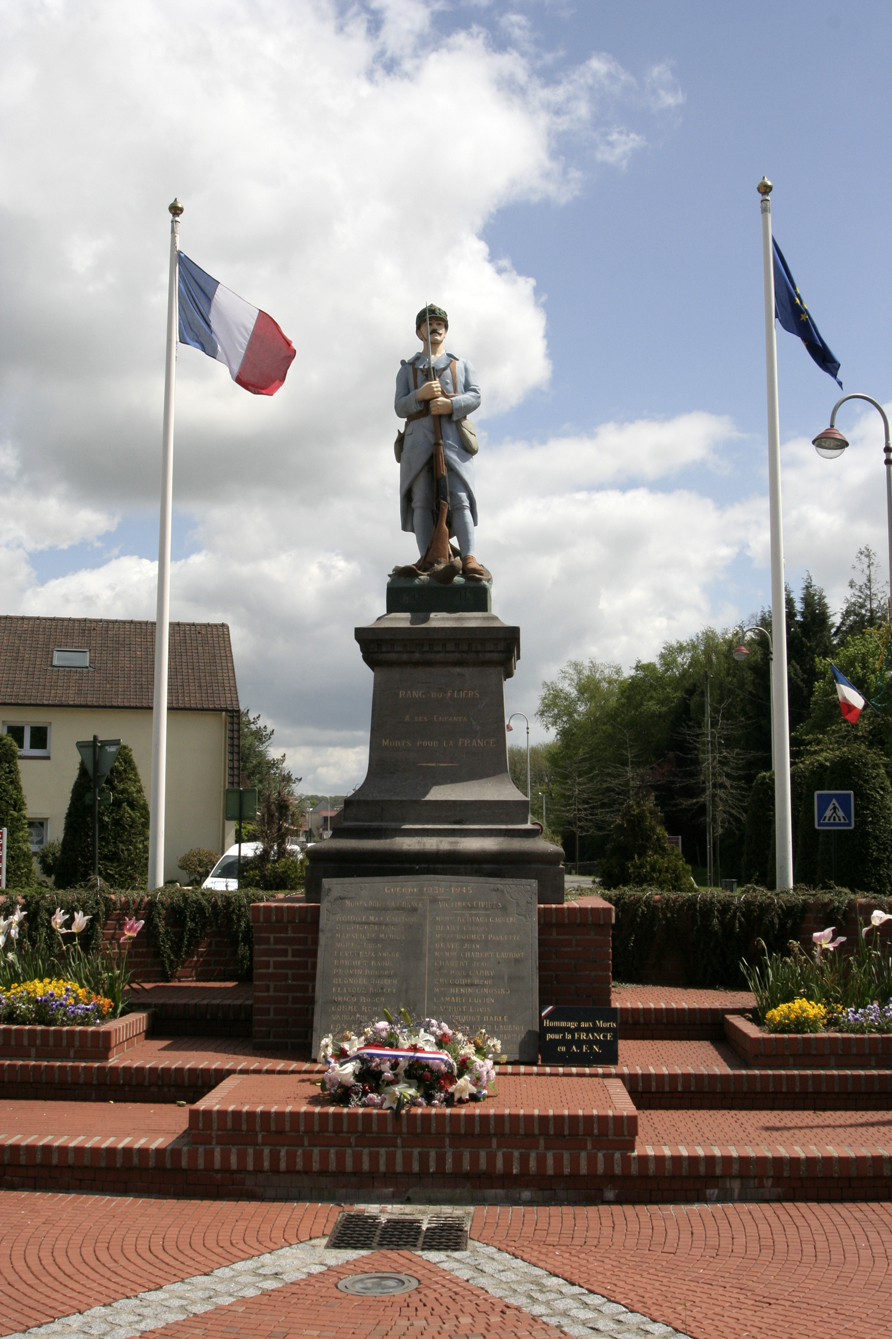
Le monument aux morts.

### La commune dans les arts
- 2023 : Un homme heureux, film réalisé et tourné en 2021 à Montreuil-sur-Mer, Rang-du-Fliers et Berck, par Tristan Séguéla, acteurs principaux Fabrice Luchini et Catherine Frot, sorti en février 2023[49],[50].

### Personnalités liées à la commune
- Émile Lavezzari (1832-1887), il y construit une écluse sur l'Authie, dont la fonction est d'éviter les inondations dues à la mer[51].
- Micheline Ostermeyer (1922-2001), athlète et concertiste, née dans la commune, la salle de sports de la commune porte son nom depuis 1991[52].
- Martine Andernach (1948-), sculptrice et graveuse née dans la commune.
- Jacques Maximin (1948-), chef cuisinier étoilé Michelin né dans la commune.

#### Bases de données, dictionnaires et encyclopédies
- Ressources relatives à la géographie :   - Insee (communes)
  - Ldh/EHESS/Cassini
- Ressource relative à plusieurs domaines :   - Annuaire du service public français
- Ressource relative à la musique :   - MusicBrainz
- Notices d'autorité :   - VIAF
  - BnF (données)